# 3. Fallschirmjäger-Division
La 3. Fallschirmjäger-Division (3ª divisione paracadutisti) fu un'unità di paracadutisti della Luftwaffe (l'aeronautica militare tedesca) attiva durante la seconda guerra mondiale. A dispetto del nome, l'unità non prese mai parte ad attacchi dall'aria combattendo invece gli Alleati in Normandia e nelle Ardenne rimanendo infine accerchiata nella sacca della Ruhr nel 1945.

## Storia
| Luogo           | Periodo             |
| Francia         | ott 1943 - set 1944 |
| Paesi Bassi     | set 1944 - dic 1944 |
| Ardenne         | dic 1944 - gen 1945 |
| Germania e Ruhr | gen 1945 - apr 1945 |

La formazione della 3. Fallschirmjäger-Division venne ufficialmente ordinata l'11 gennaio 1943, e l'unità nacque nell'ottobre dello stesso anno a Reims, anche se non risultò pronta al combattimento fino al maggio 1944, quando si trovava già da febbraio nell'area di Brest sotto al II Fallschirmkorps.
Il 6 giugno 1944, data dello sbarco in Normandia, la divisione risultava schierata tra Brest e Quimper, e sostenne duri scontri con le truppe Alleate tra Saint-Lô, Chambois e Rouen, venendo annientata quasi del tutto nella sacca di Falaise. In agosto e settembre i resti della 3ª Fallschirmjäger si ritirarono combattendo passando per Tienen e Maastricht fino al confine tedesco, fermandosi ad Aquisgrana a settembre, dove passò al LXXIV corpo d'armata. Dal 24 dello stesso mese al 5 ottobre la divisione venne riorganizzata a Oldenzaal, direttamente alle dipendenze del gruppo d'armate B. A novembre combatté nella zona tra Kranenburg, Arnhem e Düren.
La divisione figurò anche tra le partecipanti all'offensiva delle Ardenne dell'inverno 1944-1945 in seno alla 6. Panzerarmee, venendo logorata a tal punto che l'alto comando tedesco del fronte occidentale, dopo ulteriori scontri nell'Eifel, ad Euskirchen e a Remagen, ne riordinò la ricostituzione il 15 marzo 1945. L'unità cessò di combattere quando si arrese agli Alleati una volta rimasta intrappolata nella sacca della Ruhr nell'aprile 1945.

## Ordine di battaglia
- Stab (quartier generale)
- Fallschirmjäger-Regiment 5 (5º reggimento paracadutisti)
- Fallschirmjäger-Regiment 8
- Fallschirmjäger-Regiment 9
- Fallschirm-Panzerjäger-Abteilung 3 (3º battaglione paracadutisti anticarro)
- Fallschirm-Artillerie-Regiment 3 (3º reggimento artiglieria dei paracadutisti)
- Fallschirm-Flak-Abteilung 3 (3º battaglione antiaereo dei paracadutisti)
- Fallschirm-Pionier-Bataillon 3 (3º battaglione genio paracadutisti)
- Fallschirm-Luftnachrichten-Abteilung 3 (3º battaglione comunicazioni aeree dei paracadutisti)
- Fallschirm-Sanitäts-Abteilung 3 (3º battaglione sanitario dei paracadutisti)

In seguito si aggiunsero:
- Fallschirm-Granatwerfer-Bataillon 3 (3º battaglione lanciagranate dei paracadutisti)
- Fallschirm-Feldersatz Bataillon 3 (3º battaglione rimpiazzi paracadutisti)

DATI TRATTI DA feldgrau.com.

## Comandanti
| Nome              | Grado                         | Inizio           | Fine             |
| Walter Barenthin  | Generalmajor                  | 1º ottobre 1942  | 30 novembre 1942 |
| Richard Schimpf   | Generalleutnant               | 30 novembre 1942 | 31 dicembre 1942 |
| Eugen Meindl      | General der Fallschirmtruppen | 1º gennaio 1943  | 25 gennaio 1943  |
| Walter Wadehn     | Generalmajor                  | 26 gennaio 1943  | 15 febbraio 1943 |
| Richard Schimpf   | Generalleutnant               | 26 gennaio 1943  | 15 febbraio 1943 |
| Helmut Hoffmann   | Oberst                        | 26 gennaio 1943  | 15 febbraio 1943 |
| Karl-Heinz Becker | Oberst                        | 26 gennaio 1943  | 15 febbraio 1943 |

## Videogiochi
Una rappresentazione videoludica della 3. Fallschirmjäger-Division è presente in Steel Division: Normandy 44.